# 가정법원
'가정법원'(家庭法院)은 가정에 관한 사건과, 소년에 관한 사건 등을 전문적으로 관장하는 법원이다. 대한민국에는 8개가 있으며, 일부 지역에는 가사, 가정, 소년재판부가 설치되어 있다.

## 같이 보기
- 대한민국 가정법원